# متال گیر سالید موبایل
متال گیر سالید موبایل (به انگلیسی: Metal Gear Solid Mobile) یک بازی ویدئویی تلفن همراه از سری بازی‌های متال گیر است که به مناسبت بیستمین سالگرد کوجیما پروداکشنز رونمایی شد. این بازی همچنین در ۱۱ دسامبر ۲۰۰۸، توسط نوکیا برای پلتفرم ان-گیج منتشر شد.